# الوقف في الأردن

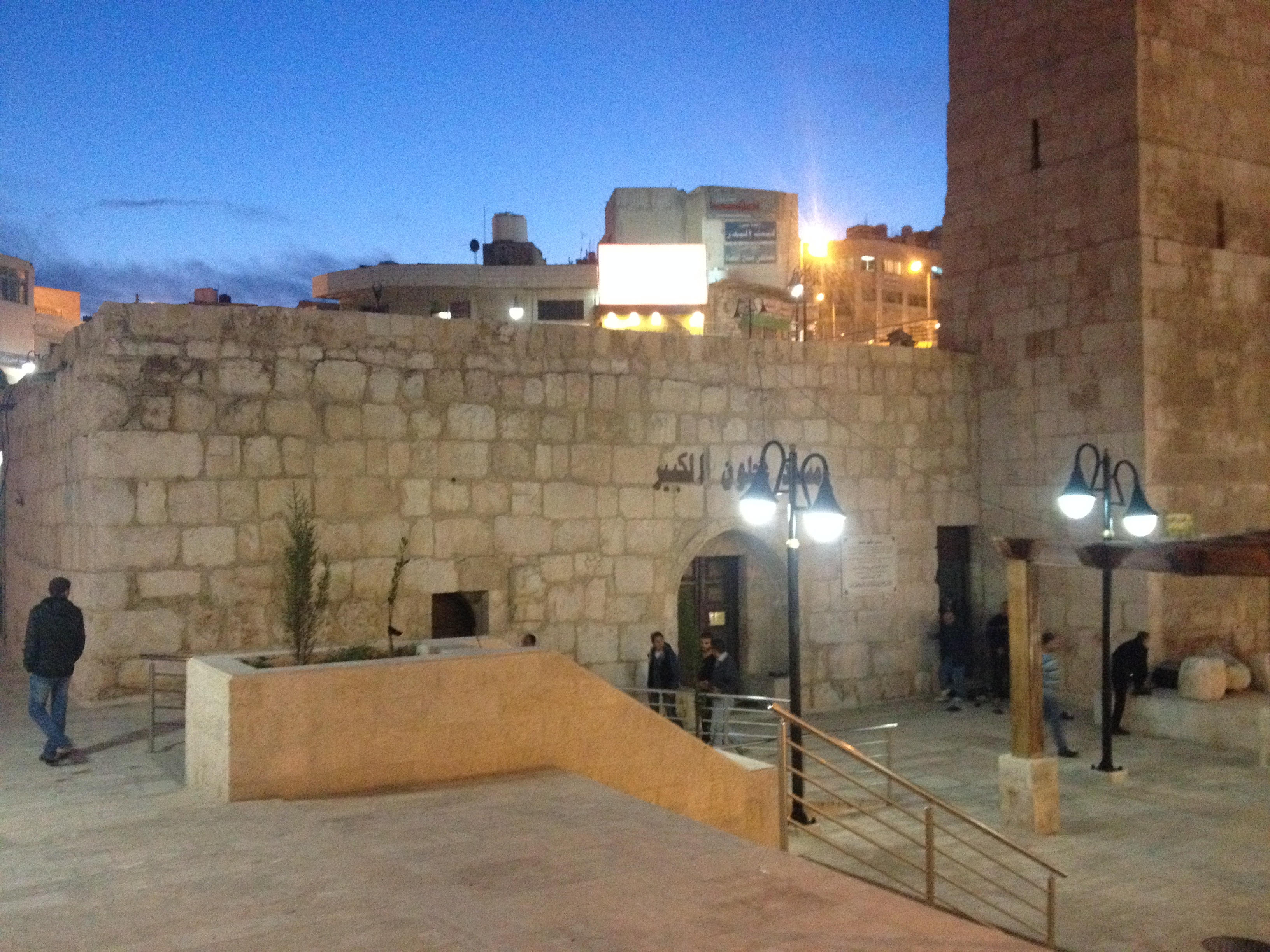
مسجد عجلون الكبير في عجلون، الأردن.

الوقـف في الأردن نشأ الوقف الإسلامي في الأردن في العقد الثاني من القرن الهجري الأول، في عهد الخليفة عمر، ثم توسع، وانتشر بصورة أوسع، في عهدَي الدولة الأموية والعباسية، وتطور في العهد الأيوبي وازدهر، ثم بلغ ذروته في العهد المملوكي والعهد العثماني، وتولت وزراة الأوقاف والشؤون والمقدسات الإسلامية في العصر الحديث العديد من الأراضي والعقارات الوقفية، وأنشأت مديريتين للعناية بالأوقاف الإسلامية واسثمارها، فكان للوقف دور بارز في المجالات المختلفة، ومن الناحية الإدارية، مرت إدارة الأوقاف خلال العصر الحديث بعدة مراحل، أهمها: عند تأسيس إمارة شرق الأردن اهتم قانونها الأساسي بالأوقاف الإسلامية، واعتبر مصلحة الوقف أحد مصالح الحكومة، وعند إعلان تأسيس المملكة اهتم الدستور الأردني بالأوقاف الإسلامية، وكان قانون الأوقاف رقم (25)، والذي يعتبر أول قانون ينظم إدارة الأوقاف في الأردن.

## نشأة الوقف في الأردن
يعود تاريخ بداية الأوقاف الإسلامية في الأردن إلى عهد الخلفاء الراشدين مع بداية خلافة عمر بن الخطاب ، ويؤكد ذلك البناء القديم للمسجد الحسيني الكبير، الذي كان يطلق عليه قديماً باسم الجامع العمري الكبير.

## الأوقاف في الأردن خلال عهد الخلفاء الراشدين
عرفت الأردن الأوقاف الإسلامية منذ عهد الخليفة عمر بن الخطاب ، وأكثر الأوقاف خلال هذا العهد كان في إنشاء المساجد، ومن النماذج على ذلك:

### مسجد كفير أبو سريوط

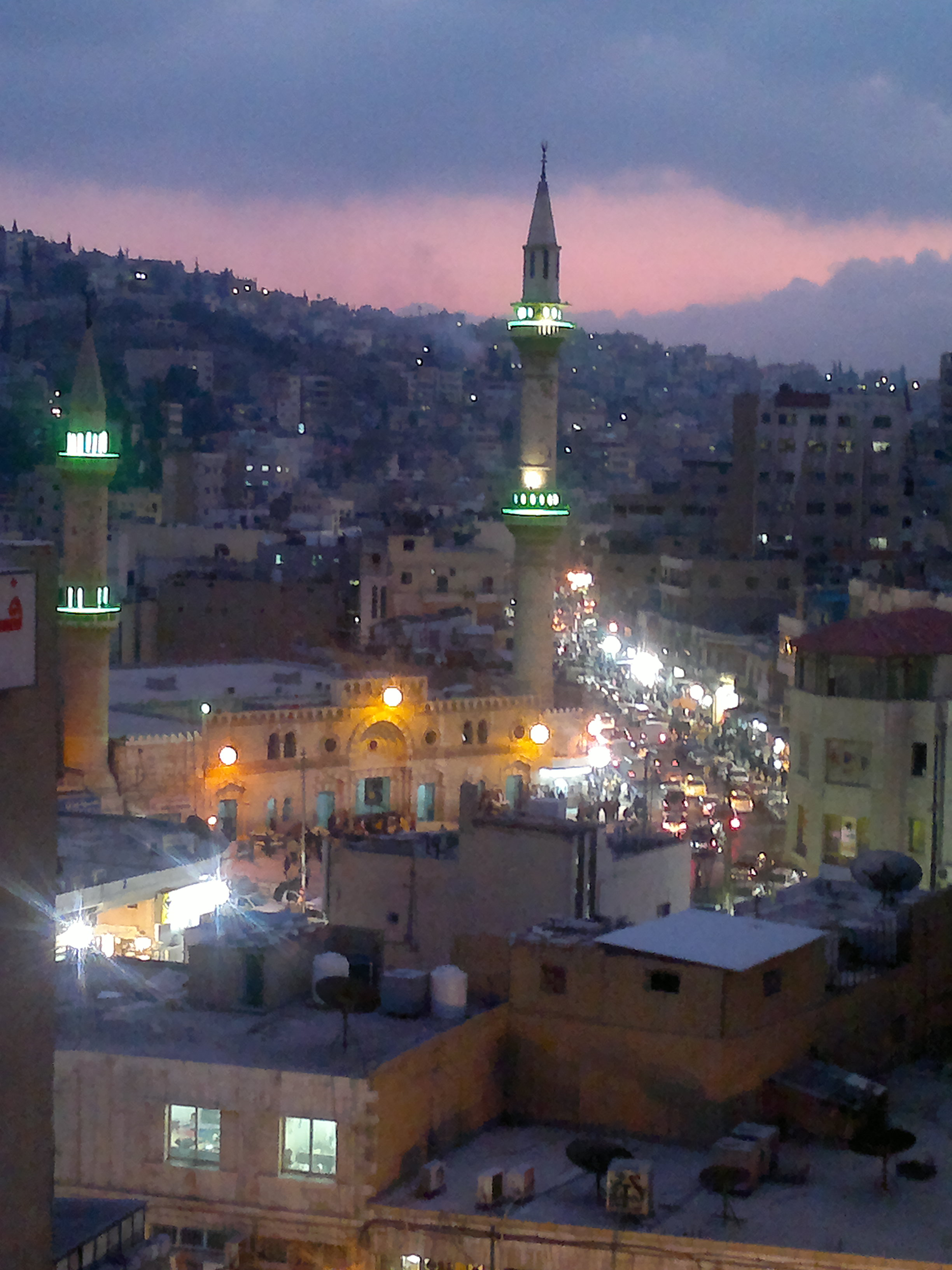
المسجد الحسيني، وسط البلد. أقدم مساجد عمّان.

ويقع في بلدة كفير أبو سريوط بالقرب من مادبا، وهذا المسجد عبارة عن بقايا جدران من حجارة كبيرة مدقوقة أثرية، مربعة الشكل بمساحة 20 × 20 متراً مربعاً، وبابه من الشمال، قائم بثلاثة مداميك، ومحرابه في الحائط الجنوبي، ويعود بتاريخه إلى الفتوحات الإسلامية الأولى.

### المسجد العمري الكبير
ويقع هذا المسجد في عمَّان، تم بناءه في عهد الخليفة عمر بن الخطاب، وفي عام 1922م تم بناء المسجد الحسيني الكبير على موقع المسجد القديم في عهد إمارة شرقي الأردن بأمر من الملك عبد الله بن الحسين.

### مسجد ياجوز
ويقع في بلدة ياجوز، التي تبعد عن (15 كم) عن العاصمة الأردنية عمّان، ويبلغ طوله 22 متراً، وعرضه 7 أمتار، وارتفاعه 6 أمتار، ويعود تاريخه هذا المسجد إلى عصر الفتوحات الإسلامية الأولى.

## الأوقاف في الأردن خلال العهدَي الأموية والعباسية
اهتم المسلمون بالأوقاف الإسلامية في الأردن خلال عهدَي الدولة الأموية والدولة العباسية، وانتشرت الأوقاف في الأردن بصورة واسعة، وذلك لما للأوقاف والمساجد في الأردن من أهمية، لارتباطهما بالمقدسات الإسلامية، وتعلقهما بعقيدتهم وحياتهم اليومية، وبخاصة القدس الذي أصبح مركزاً دينياً يرتقي إلى أعلى مكان من الأهمية منذ فتحها عمر بن الخطاب ، ومن النماذج الوقفية في هذا العهد ما يلي:

### مسجد أصحاب الكهف والرقيم
ويعود تاريخ نشأة هذا المسجد القائم فوق الكهف إلى زمن عبد الملك بن مروان، ثم ابنه هشام، وذلك سنة: (117هـ)، ومساحته 10 × 10 أمتار، وهو مبني من الحجارة الرومانية الضخمة، حيث كان معبداً، ثم حُوِّل إلى مسجد، وجُدِّد بناؤه مرات عديدة في عهد الخليفة العباسي سنة (267هـ) وفي عهد صلاح الدين الأيوبي، وقامت رابطة العالم الإسلامي بإقامة مسجد بجوار المسجد القديم، حفاظاً على الأثر التاريخي العام، وتم بناء المسجد الجديد في سنة (1970م) وافتتح بالرعاية الملكية في 26/ 5/ 1970م.

### مسجد موقع الفدين
ويقع في قلعة الفدين بمدينة المفرق، والمسجد ذا أبعاد واسعة نسبياً لذلك الوقت، وقد تميز جدار القبلة فيه بواجهته الجميلة ذات الزخارف والنقوش الجصية بأشكالها النباتية والهندسية، ويقع بالقرب منه حمامات أموية متكاملة المرافق.

### مسجد سوف الأثري
ويقع في بلدة سوف، بالقرب من مدينة جرش، وهذا المسجد يعود إلى عصر عمر بن عبد العزيز، وهو من الآثار الإسلامية التي تزخر بها الأردن.

## الأوقاف في الأردن خلال عهدي الأيوبي والمماليك
في العهد الأيوبي أخذ الوقف في التطور، ثم بلغ  ذروته في العهد المملوكي، ومن أبرز النماذج الوقفية في الأردن خلال العهدَين الأيوبي والمملوكي:

### المدرسة السيفية
وتقع في مدينة السلط وسط الأردن، أسسها الأمير سيف الدين بكتمر، وكان ذلك في سنة: (724هـ)، ودرس بها الشيخ داود بن سليمان ابن داود، ووقف على الطلبة المشتغلين بهما جملة من الكتب.

### مسجد عصيم الأثري
وقد أجرت وزارة الأوقاف الأردنية عليه حفريات، كان من نتائجها: إبراز وإظهار المسجد، الذي يبعد مسافة 14 كم إلى الشمال الشرقي من مدينة عجلون، ويعود تاريخ مسجد عصيم الأثري إلى العهد الأيوبي.

### جامع المشهد
ويقع في قرية مؤتة التي تبعد 12 كيلو متراً جنوب مدينة الكرك الأردنية، وفي هذا المكان استشهد جعفر بن أبي طالب ، ويعود المشهد بتاريخه إلى عصر المماليك، وقد تهدمت القبة التي كانت مبنية على أربعة أقواس نصف دائرية، ولم يبق منها إلا قوس واحد، وفي المشهد ضريح رمزي من المرمر لجعفر الطيار بن أبي طالب، ومساحة المسجد 3,75 × 2,34 ، وقد استطاعت الأوقاف إبراز الواجهة الشمالية منه.

### مسجد عجلون
ويقع المسجد في منتصف مدينة عجلون تقريباً، على الناحية الغربية للشارع، ويرجع بناء المسجد إلى فترة حكم الأيوبيين، بناء على اللوحة التأسيسية التي تعلو مدخل بيت الصلاة الشمالي، وتشير إلى أن البناء تم في زمن حكم السلطان نجم الدين أيوب، وذلك سنة (645هـ)، وبيت الصلاة مستطيل الشكل، يبلغ طوله 27 مترا وعرضه 14 متراً، وأدخلت على المسجد اصطلاحات زمن المماليك، والدليل على ذلك من اللوحة التأسيسية التي تعلو مدخل المئذنة، وتشير إلى أن بناءها تم في زمن السلطان بيبرس، سنة (662هـ).

### مسجد حبراص الأثري
ويقع في بلدة حبراص التي تبعد حوالي (15 كم) شمال إربد، والمسجد مستطيل الشكل، يبلغ طوله 30 متراً، وعرضه (11,5م)، وله محرابان، وهو متهدم ولا يظهر منه إلا الجدران، ويعود إلى عصر المماليك.

## الأوقاف في الأردن خلال العهد العثماني
في عهد الحكم العثماني ازدهرت الأوقاف في الأردن، وأقبل السلاطين والولاة في الدولة على الوقف، مما زاد في اتساعه، وصار له تشكيلات إدارية تتولى الإشراف عليه، وكان القاضي الشرعي في الدولة العثمانية، هو الرجل الثاني بالولاية، ويتولى مهام كثيرة، ومنها: الإشراف على النقد والوقف، ومن النماذج الوقفية في الأردن خلال العهد العثماني، ما يلي:

### مسجد ضانا
ويقع في محافظة الطفيلية على بعد (180 كم) على جنوب غرب العاصمة الأردنية (عمَّان)، وهو ضمن قرية يعود إنشاء مبانيها إلى بداية العهد العثماني، وتفيد مصادر إلى أن مسجد ضانا، شيّد خلال عهد السلطان عبد الحميد الثاني وما زال المسجد يحتفظ بصلابة بنائه.

### وقف أبي عبيدة في عجلون
ارتبط أمر نقابة الأشراف في عجلون ارتباطاً وثيقاً بوقف أبي عبيدة في منطقة الغور، ومسألة هذه الأوقاف في عهد الدولة العثمانية، كانت مثار نزاع استمر إلى بداية تكوين إمارة شرق الأردن، وذكر مكاريوس المعارف في سوريا، أنه تم افتتاح ثلاثة مكاتب في السلط عام (1870م)، وكان فيها ثلاثة معلمين، وقرابة (180 طالباً)، وهي لتدريس صبيان المسلمين.

### محطة المفرق
وهي محطة تم إنشائها في عهد السلطانين ياوز سليم الأول، وسليمان القانوني، وتقع في محافظة المفرق الأردنية، والهدف من إنشائها هو خدمة الحجيج للاستراحة وتزويدهم بالماء والمؤن، وكذلك الأعلاف، والعلاجات، وكذلك الحجر الصحي في أثناء مرورهم من المنطقة.

### الخط الحجازي للحجاج
وتم تأسيسه في عام (1902م) في عهد السلطان عبد الحميد الثاني، ويربط الخط الحجازي عمَّان بالمدينة المنورة (الحجاز في السعودية).

## الأوقاف في الأردن في العصر الحديث
تتولى وزراة الأوقاف والشؤون والمقدسات الإسلامية في الأردن عدداً من الأراضي والعقارات الوقفية، ومن أجل ذلك أنشأت الوزارة مديريتين للعناية بالأوقاف الإسلامية في الأردن:
- الأولى: (مديرية الأملاك الوقفية).
- الثانية: (مديرية التنمية والاسثمارات الوقفية).[2]

ولذلك أقامت الوزارة العديد من المشاريع الوقفية، في المواقع ذات الأهمية الدينية والعلمية والاقتصادية والاجتماعية، ومنها:

### المدارس والجامعات
ففي جانب المدارس والكليات الشرعية، أقامت عدة أوقاف خيرية على المدارس الشرعية والكليات والمعاهد، وأنشئت كلية باسم كلية الدعوة وأصول الدين، وكلية مجتمع متوسطة باسم (كلية العلوم الإسلامية)، وكذلك إنشاء العديد من المدارس، كمدارس (تعليم اللغة لغير الناطقين بها) وغيرها.

### المساجد والجوامع
كما ساهمت الحكومة الأردنية في بناء المساجد داخل الأردن وخارجها، ومن المساجد التي ساهمت الحكومة الأردنية في بناءها خارج الأردن:
1. المساهمة في بناء المسجد الإسلامي في مدريد.
2. مساعدة مدرسة غيات الدين الإسلامي في نيجيريا.
3. مساعدة المركز الإسلامي في جزر مورستيس.
4. مساعدة اتحاد المسلمين في كوريا الجنوبية.[18]
5. المشاركة في بناء جامع حي البرتو بكسلا في السودان.[19]

### دور الأيتام والمراكز الصحية
فقد أنشأت عدداً من دور الأيتام الإسلامية الموقوفة لرعاية الأيتام، وأبناء الشهداء وتعليمهم، وأقامت مراكز صحية، وقامت بتخصيص عقار وقفي ليكون عيادة طبية لمعالجة المرضى الفقراء بالتعاون مع بيت المال الإسلامي في تكساس، كما أنشأت عدداً من المراكز الصحية الملحقة بالمساجد.

### استثمار العقارات الوقفية
عملت وزارة الأوقاف إلى تنمية واستثمار العقارات الوقفية بما يتوافق مع مقاصد الشريعة، وتطوير خدمات البرامج الوقفية وصندوق الزكاة.

### الأراضي الزراعية
وهي الأراضي الموقوفة للاستثمار عن طريق الزراعة لوقوعها خارج مناطق التنظيم والعمران، وقامت الوزارة بإنشاء 30 مشروعاً زراعياً، وذلك باستصلاح أراضيها وزراعتها بالأشجار المثمرة، وتأجيرها.

## التطور الإداري للأوقاف في الدساتير الأردنية
مرت إدارة الأوقاف في الأردن خلال العصر الحديث بعدة مراحل:
- عند تأسيس إمارة شرق الأردن عام (1921م)، اهتم قانونها الأساسي بالأوقاف الإسلامية، واعتبر مصلحة الوقف أحد مصالح الحكومة، ونظم القانون الأساسي للإمارة (الدستور) الصادر في 19/ 4/ 1928م في المادة (61) أمور الأوقاف الإسلامية.[5]

- وعند إعلان تأسيس المملكة الأردنية الهاشمية في سنة 1946م، اهتم الدستور الأردني بالأوقاف الإسلامية، حيث صدر قانون الأوقاف رقم (25) لسنة 1946م، والذي يعتبر هذا القانون، أول قانون ينظم إدارة الأوقاف في الأردن، فرسم الهيكلة الإدارية لمؤسسة الوقف، ووضع الإجراءات التي تنظم العمل وتضبطه، وجعل دائرة الأوقاف مرتبطة رأساً برئيس الوزراء.
- في عام: (1955م) طرأت تعديلات على قانون الأوقاف، كان أهمها ربط دائرة الأوقاف بقاضي القضاة بدلاً من رئيس الوزراء،[2] وبذلت الحكومة الأردنية جهوداً لتنظيم وإدارة شؤون المسلمين ومنها الأوقاف، واهتمت بالأوقاف الإسلامية، وكان من صور هذا الاهتمام إنشاء إدارة الأوقاف العامة عام (1946م)، التي عملت على جمع رؤوساء اللجان المحلية، وطلبت إرسال كل ما لديهم من عقود الإجارات، وسجلات العقارات الوقفية التي بحوزتهم.[1]
- صدور قانون الأوقاف رقم (26) لسنة: (1966م)، باسم (قانون الأوقاف والشؤون والمقدسات الإسلامية)، وفي عام: (1967م) قرر مجلس الوزراء تشكيل وزارة باسم (الشؤون الدينية والأماكن المقدسة)، فتم ربط دائرة الأوقاف والشؤون الإسلامية بهذه الوزراة.
- في عام (1968م) جرى تعديل التسمية إلى وزارة الأوقاف والشؤون والمقدسات الإسلامية، وبقي العمل بقانون الأوقاف رقم (26) لسنة (1966م)، وتعديلاته، حتى صدر قانون الأوقاف والشؤون والمقدسات الإسلامية رقم (32)، لسنة (2001م).[2]
- ويأتي قانون الأوقاف والمقدسات الإسلامية رقم (32) لسنة (2001م)، امتداداً لقانون الأوقاف رقم (26) لسنة (1966م)، مع جميع التعديلات التي طرأت عليه، والذي تضمن العديد من الأحكام التي نظمت الأوقاف والشؤون الإسلامية، ويعتبر تطويراً وتحديثاً تشريعياً متقدماً لم يسبق له مثيل في الدول العربية والإسلامية.[22]

وتتكون الأوقاف في المملكة الأردنية في العصر الحديث من:
المساجد، والملحقات المتمثلة في المراكز الصـحية، ومراكز الأمومة والطفولة، والمكتبات العامة، والمراكز الثقافية، وكذا المدارس والكليات الشرعية مثل كلية الدعوة وأصول الدين، وكلية العلوم الإسلامية، والكثير من المـدارس الثانويـة الشـرعية، ومدارس تعليم اللغة العربية لغير الناطقين بها، وكذلك دور الأيتام، ومدارس صناعية لتعليم الأيتام الحرف، والمراكز الصحية الملحقة بالمساجد، وهناك مراكز صحية أقامتها الوزارة لرعاية المرضـى الفقراء.
وأوقفت على هذه المؤسسات أوقاف كثيرة، بلغت إيراداتها مليون دينار، ولكـن هـذا المبلغ لم يكف لدعم إنجاز المشاريع الوقفية الضخمة، وبذلك تقوم الدولة بدعم الأوقاف بأكثر من ثلاث عشرة مليون دينار سنويا، كما ساوت الحكومة بين موظفي الأوقاف وغيرهم من مـوظفي الدولة، ومنحت مؤسسة الوقف الإعفاءات من الضرائب والرسوم.
ونتيجة لدعم حكومة الأردن لوزارة الأوقاف، من خلال دعم ميزانيتها، تمكنت من أن تساهم في المجال العمراني، وأن تستغل عدداً من الأراضي الوقفية الزراعية، والمساهمة في إنشاء وتأسيس وإدارة صندوق الزكاة والإشراف على معاملاته الإدارية والمالية، وكذلك الإسهام في المجالات التربوية والتعليمية، وغير ذلك من المجالات المختلفة.

## وصلات خارجية
- الأوقاف و المساجد في الأردن
- التجربة الوقفية في المملكة الأردنية الهاشمية
- الوقف الإسلامي: دراسة تحليلية في تدبير الوقف في المملكة الأردنية